# تشارلز بيتزولد
تشارلز بيتزولد (بالإنجليزية: Charles Petzold)‏ (و. 1953  م) هو مبرمج، وكاتب، وعالم حاسوب أمريكي، ولد في نيو برونزويك.

## السيرة الذاتية
تخرج بدرجة ماجستير العلوم في الرياضيات من معهد ستيفنز للتقنية في عام 1975، وبالإضافة إلى تأليف كتب عن برمجة الويندوز، وساهم في العديد من المجلات حول الحاسوب. 
كان لديه اهتمام بالموسيقى الإلكترونية وفي عام 1977 بدأ في بناء آلات موسيقية إلكترونية من رقائق سيموس. وفي عام 1979، بدأ بيتزولد في بناء مُركِّب موسيقي إلكتروني رقمي للموسيقى الإلكترونية يتم التحكم فيه بواسطة الحاسوب استناداً إلى معالج زلوغ زد 80، وقد شكلت هذه التجربة في الدوائر الرقمية وبرمجة لغة التجميع أساس كتابه ”Code“: اللغة الخفية لأجهزة الكمبيوتر والبرمجيات. 

## التعليم
تعلم في معهد ستيفنز للتقنية.

## روابط خارجية
- تشارلز بيتزولد على موقع إن إن دي بي (الإنجليزية)